# Jinxing (socken i Kina, Sichuan, lat 27,90, long 106,06)
Jinxing (kinesiska: 金星乡, 金星) är en socken i Kina. Den ligger i provinsen Sichuan, i den sydvästra delen av landet, omkring 360 kilometer sydost om provinshuvudstaden Chengdu.
Genomsnittlig årsnederbörd är 1 190 millimeter. Den regnigaste månaden är maj, med i genomsnitt 204 mm nederbörd, och den torraste är januari, med 20 mm nederbörd.